# Bertil Sandström
Bertil Sandström (n. 25 noiembrie 1887, Gävle Parish⁠(d), Comitatul Gävleborg, Suedia – d. 1 decembrie 1964, Solna⁠(d), Comitatul Stockholm, Suedia) a fost un sportiv ce a reprezentat Suedia, medaliat olimpic. A participat la 3 ediții ale Jocurilor Olimpice (1920, 1924, 1932) în care a câștigat 3 medalii de argint.